# Travilah
Travilah is een plaats (census-designated place) in de Amerikaanse staat Maryland, en valt bestuurlijk gezien onder Montgomery County.

## Demografie
Bij de volkstelling in 2000 werd het aantal inwoners vastgesteld op 7442.

## Geografie
Volgens het United States Census Bureau beslaat de plaats een oppervlakte van
40,3 km², waarvan 37,2 km² land en 3,1 km² water.

## Plaatsen in de nabije omgeving
De onderstaande figuur toont nabijgelegen plaatsen in een straal van 8 km rond Travilah.